# 原玉重
原 玉重（はら たましげ、1896年7月5日 - 1983年7月31日）は、日本の政治家。衆議院議員（3期）。弁護士。

## 経歴
岐阜県出身。1920年中央大学法律学科卒。弁護士となり、三木武吉の法律事務所で働く。その後、牛込区議、東京府議を経て、1936年の第19回衆議院議員総選挙で東京1区（当時）から立憲民政党公認で立候補して初当選。続く第20回衆議院議員総選挙でも再選された。1942年の第21回衆議院議員総選挙（いわゆる翼賛選挙）では翼賛政治体制協議会の推薦を受けて立候補したが次点で落選した。しかし、翌年大神田軍治の死去により繰り上げ当選となった。
戦後、翼賛政治体制協議会の推薦議員のため、公職追放となった。追放中の1948年、政治資金に関する問題で衆議院不当財産取引調査特別委員会に証人喚問された。1951年に追放解除。追放解除後は政界に復帰しなかった。
この他、報知新聞監査役、東亜鉱産開発代表取締役、日本広告社長、江東天然瓦斯工業代表取締役、原子燃料公社副理事長なども務めた。